# Bairdiella
Bairdiella – rodzaj ryb z rodziny kulbinowatych (Sciaenidae).

## Klasyfikacja
Gatunki zaliczane do tego rodzaju:
- Bairdiella armata
- Bairdiella chrysoura
- Bairdiella ensifera
- Bairdiella icistia
- Bairdiella ronchus